# Travis Laplante
Travis Laplante is een Amerikaanse jazz- en rocksaxofonist, toetsenist en componist.

## Biografie
Laplante had begin jaren 2000 een trio met Michael Formanek en Gerald Cleaver. Hij behoorde ook tot de underground rockbands Extra Life en Skelettons. Laplante heeft in de loop van zijn carrière onder meer gewerkt met Anthony Braxton, Mark Dresser, Mat Maneri, Trevor Dunn, Peter Evans, Matt Wilson, David Liebman, Dennis González en George Garzone. Hij was met Darius Jones de co-leider van de formatie Little Women, met wie hij een album uitbracht voor AUM Fidelity na een eerste ep. In 2017 speelde hij in een kwartet met Ingrid Laubrock, Tom Rainey en Randy Peterson en in 2018 in een duo met Gerald Cleaver. In 2012 nam hij het album Heart Protector met eigen composities op onder zijn eigen naam. Inner Garden is een album geschreven door Laplante in samenwerking met piano/percussie-ensemble Yarn/Wire. Laplante woont in Brooklyn.

## Discografie
- 2008: Little Women: Teeth on Sockets
- 2009: Little Women: Throat
- 2010: Extra Life: Made Flesh
- 2020: Travis Laplante & Yarn/Wire: Inner Garden